# Nước tự do
Nước tự do là dạng nước chứa trong các thành phần của tế bào, trong các khoảng gian bào, trong các mạch dẫn... không bị hút bởi các phần tử tích điện hay dạng liên kết hóa học. Nước tự do không tham gia vào vỏ thủy hoá xung quanh các ion, các phân tử, các chất trùng hợp, không tham gia vào các liên kết cấu trúc. Nó có đầy đủ các tính chất của nước như khả năng hòa tan các chất, khả năng dẫn điện, là môi trường diễn ra các phản ứng, là nguyên liệu tham gia vào các phản ứng... Dạng nước này vẫn giữ được tính chất vật lý, hóa học, sinh học bình thường của nước và có vai trò rất quan trọng đối với cây: làm dung môi, làm giảm nhiệt độ của cơ thể khi thoát hơi nước, tham gia vào một số quá trình trao đổi chất, đảm bảo độ nhớt của chất nguyên sinh, giúp cho quá trình trao đổi chất diễn ra bình thường trong cơ thể.